# Рафаел Бенитес
Рафаел (Рафа) Бенитес Маудес (на испански: Rafael „Rafa“ Benítez Maudes) е испански футболист и треньор, роден на 16 април 1960 г. в испанската столица Мадрид.

## Треньорска кариера
От 2001 г. е треньор на отбора на Валенсия, с който става шампион на Испания и носител на купата на УЕФА. От 16 юни 2004 г. е старши треньор на Ливърпул, с който е победител в Шампионската лига. На 17 март 2009 г., след категоричните победи през тогавашния сезон над Реал Мадрид с 4:0 в Шампионската лига и с 4:1 като гост на Манчестър Юнайтед от Висшата лига, подписва нов 5-годишен договор до 2014 година. През 2010 е заменен от Рой Ходжсън, a той поема към Италия, където поема Интер. Същата година е уволнен поради слаби резултати. През 2012 г. поема отбора на ФК Челси. На 3 юни 2015 г. подписва тригодишен договор с Реал Мадрид, а на 4 януари 2016 заради незадоволителни резултати е освободен от поста.
- 1986/87 – Треньор на Б отбора на Кастилия
- 1988/89 – Треньор на Б отбора на Кастилия

## Успехи

### Треньор
- 1989/90 – шампион с юношеския отбор на Реал Мадрид
- 1990/91 – Носител на купата на Испания с юношеския отбор на Реал Мадрид до 19 г.
- 1992/93 – шампион и носител на купата на Испания с юношеския отбор на Реал Мадрид до 19 г.
- 1997/98 – Класира отбора на Естремадура за Примера дивисион
- 2000/01 – Класира отбора на Тенерифе за Примера дивисион
- 2001/02 – шампион на Испания с отбора на Валенсия
- 2003/04 – шампион на Испания и носител на купата на УЕФА с отбора на Валенсия
- 2004/05 – Спечелва Шампионската лига с отбора на Ливърпул
- 2005/06 – Спечелва Суперкупата на Европа с отбора на Ливърпул
- 2005/06 – Спечелва купата на футболната асоциация на Англия с отбора на Ливърпул
- 2010 – Треньор на Интер.
- 2010/11 – Спечелва световното клубно първенство с отбора на Интер
- 2012/13 – Треньор на Челси.
- 2012/13 – Спечелва Лига Европа с отбора на Челси
- 2013/ – Треньор на Наполи.
- 2013/14 – Печели Купата на Италия с отбора на Наполи
- 2014 – Печели Суперкупата на Италия с отбора на Наполи